# Clube Desportivo Nacional
O Clube Desportivo Nacional é um clube desportivo português fundado na Madeira a 8 de dezembro de 1910. É muitas vezes referido como Nacional da Madeira ou simplesmente Nacional. A principal modalidade do clube é o futebol, contando com várias participações na Primeira Liga, o primeiro escalão português.

## História
No começo do século XX, o futebol ia ganhando entusiastas em Portugal e a Madeira não era exceção. 
Um grupo de jovens locais descobriu a paixão pelo desporto em partidas realizadas no Campo do Brás em 1908, num período em que o futebol na ilha era quase um exclusivo inglês. Esse grupo resolveu organizar jogos com alguma regularidade. Seria esse grupo o núcleo fundador que, a 8 de Dezembro de 1910, por sugestão António Figueira, fundou o Nacional Sport Grupo, com o preto e branco como cores.
Depois de um longo período de aprendizagem e amadurecimento em 1916 o Nacional começou a disputar competições. Foi também nesse ano que o clube passou a denominar-se Grupo Desportivo Nacional. A atual denominação só chegaria em 1922.
Três ano mais tarde o Nacional dá início a construção de raiz do primeiro estádio do arquipélago: o Stadium dos Barreiros, que seria inaugurado em 1927 num jogo contra o Vitória de Setúbal.
Na década seguinte o Nacional conquista os seus primeiros campeonatos da Madeira (1935, 1937 e 1939). Nos anos quarenta, aproveitando um período de menor fulgor do Marítimo, o Nacional torna-se na potência desportiva da ilha, conquistando três campeonatos da Madeira consecutivos.
Com o fim da II Guerra Mundial o futebol do Nacional perdeu fulgor e durante longos anos assistiu ao domínio dos verde-rubros e do União da Madeira.

### Entrada nos nacionais
Só em 1975, após conquistar o Campeonato da Madeira novamente é que o Nacional pôde finalmente participar no Campeonato Nacional da III Divisão.  
Em 1977/78 ascendeu à II Divisão e em 1987/88 estreou-se no primeiro escalão. Nesse primeiro período na I Divisão que durou até 1991 destaca-se uma histórica vitória no Estádio das Antas por 1x2 sobre o Porto que espantou o país desportivo.
Caído na então II Divisão de Honra o Nacional manteve-se a meio da tabela durante 3 anos, caindo para a II Divisão B no ano seguinte.
Entrando num período de crise os alvinegros, voltaram a subir ao segundo escalão para cair novamente ao terceiro escalão, com mais um último lugar. 
Com Rui Alves na presidência o clube começa a modernizar-se iniciando a construção de um novo estádio na Choupana com o objetivo de abandonar o Estádio dos Barreiros.
Em 1998 inicia-se a construção do Estádio Engenheiro Rui Alves que é inaugurado em 2000. No primeiro dia de Junho de 2007 e depois de feita uma ampliação que daria ao estádio uma maior capacidade, seria rebatizado de Estádio da Madeira.

### Regresso à I Liga e presenças na Europa
Só em 1999/00 o Nacional voltaria a subir à II Liga, mas pouco depois, em 2001/02 estava de regresso ao escalão maior do futebol português.
Após um 11º lugar no ano do regresso, o Nacional orientado por Casemiro Mior consegue a melhor classificação da sua história, acabando em 4º lugar e apurando-se para a Taça UEFA onde se estreou na época seguinte defrontando os andaluzes do Sevilha.
Em 2004/05 o Nacional conseguiu o resultado mais espetacular da sua história vencendo em pleno Estádio do Dragão o FC Porto com um esmagador 0x4, que acabara de conquistar a tríplice coroa na temporada passada.
O clube volta a participar na Taça UEFA sendo eliminado na 1ª eliminatória pelo Rapid de Bucareste na época 2006/07, depois de no campeonato anterior ter conseguido um excelente quinto lugar.
2009 foi o ano em que o Nacional igualou a melhor classificação da sua história conseguindo também chegar às meias-finais da Taça de Portugal, onde acabou por ser eliminado pelo Paços de Ferreira.
Um ano depois o Nacional fez uma excelente carreira na Liga Europa, eliminando os russos do Zenit com um 4x3 no Funchal e um 1x1em São Petersburgo, qualificando-se para a fase de grupos da competição onde não conseguiu seguir em frente pela forte oposição de Werder Bremen e Athletic de Bilbau.
A época de 2010/11 valeu nova qualificação para a Liga Europa, além de uma nova presença nas meias-finais de uma Taça, desta vez a Taça da Liga, para novamente perderem a passagem para a final por culpa do Paços de Ferreira.
No século XXI o Nacional tem sido um exemplo de boa gestão. Conseguindo construir um estádio novo, reestruturar-se com a nova academia e lançando jovens promessas como Rúben Micael.
Com dois quartos lugares e quatro presenças nas competições europeias, o Nacional conseguiu neste início de século não só ombrear com o grande rival Marítimo como em algumas situações ultrapassá-lo. Na época de 2016/17 voltaria a descer para o segundo escalão, subindo na época seguinte para o principal patamar do futebol português, desta vez conseguindo a proeza de ganhar pela primeira vez a Segunda Liga.
Na época de 2023/24, o Nacional é sagrado vice campeão da segunda liga com 71 pontos

## Infraestruturas desportivas

### Stadium Barreiros
Desde o início do século XX, uma importante parte dos Madeirenses sentiram a necessidade da região possuir um estádio polivalente pois, modalidades como o futebol, atletismo e outras, passaram a ter um papel importe na sociedade madeirense do início do século.
O Nacional, em 1920 oficializa a intenção de construir um estádio, que não só servisse para a prática do futebol mas também para outras modalidades.
Após uma procura exaustiva de terrenos que permitissem a construção de um estádio de média dimensão, foram selecionados três possíveis localizações, um na Rua Nova da Alegria, o outro junto à Levada de Santa Luzia, e o terceiro perto da Estrada Monumental.
Devido às facilidades que o proprietário do terreno ofereceu, e como o Clube tinha as suas raízes nesta zona, ficou decido que o estádio seria junto à Estrada Monumental.
Por volta de 1923, deu-se início à arrecadação de fundos, e com as facilidades dadas pelo proprietário, em curto espaço de tempo a obra teve início. Como a obra obteve diversos apoios, devido ao cariz sócio desportivo, foi concluída dentro do período esperado, apesar dos diversos entraves que surgiram. A sua inauguração teve lugar no dia 26 de Julho de 1927 na presença dos mais altos dignitários da sociedade madeirense.

### Estádio da Madeira
O Estádio da Madeira, anteriormente chamado de Estádio Eng. Rui Alves e conhecido informalmente como Estádio da Choupana, é um estádio de futebol no Funchal, Ilha da Madeira, Portugal. Possui capacidade para 5 200 adeptos. Atualmente, sedia os jogos do Nacional da Madeira.

## Futebol

### Plantel
Atualizado a 24 de julho de 2025
- : Capitão
- : Lesão
- : Jogadores Emprestados ao Nacional

### Palmarés
- 1 Campeonato da Segunda Liga (2017–18)
- 1 Campeonato Nacional da 2ª Divisão B - Zona Sul (1999/00)
- 6 Taças da Madeira
- 8 Campeonatos da Madeira
- Subida à 1ª Liga em 1987/1988, 2001/2002, 2017/18, 2019/20 e 2023/24
- 5 participações na Taça UEFA nas épocas 2004/05, 2006/07, 2009/2010, 2011/2012, 2014/15
- Troféu Ramón de Carranza (2012)

### Presenças (inc. 18/19)
|                             | Nº Presenças | Títulos |
| --------------------------- | ------------ | ------- |
| Temporadas na 1ª            | 19           |         |
| Temporadas na Liga de Honra | 9            | 1       |
| Temporadas na 2ª            | 4            | 1       |
| Temporadas na 3ª            | 4            |         |
| Taça de Portugal            | 48           |         |
| Taça da Liga                | 12           |         |

### Competições Europeias
| Época   | Competição  | Eliminatória | Clube                | Casa | Fora | Agregado |
| ------- | ----------- | ------------ | -------------------- | ---- | ---- | -------- |
| 2004–05 | Taça UEFA   | 1ª El.       | Sevilha              | 1–2  | 0–2  | 1–4      |
| 2006–07 | Taça UEFA   | 1ª El.       | Rapid Bucureşti      | 1–2  | 0–1  | 1–3      |
| 2009–10 | Liga Europa | PO           | Zenit St. Petersburg | 4–3  | 1–1  | 5–4      |
| 2009–10 | Liga Europa | Grupo L      | Werder Bremen        | 2–3  | 1–4  |          |
| 2009–10 | Liga Europa | Grupo L      | Austria Wien         | 5–1  | 1–1  |          |
| 2009–10 | Liga Europa | Grupo L      | Athletic Bilbao      | 1–1  | 1–2  |          |
| 2011–12 | Liga Europa | Q2           | FH Hafnarfjördur     | 2–0  | 1–1  | 3–1      |
| 2011–12 | Liga Europa | Q3           | Häcken               | 3–0  | 1–2  | 4–2      |
| 2011–12 | Liga Europa | PO           | Birmingham City      | 0–0  | 0–3  | 0–3      |
| 2014–15 | Liga Europa | PO           | Dinamo Minsk         | 2-3  | 0–2  | 2-5      |

- Q = Pré-Eliminatória
- PO = Play-off

### Competições Nacionais
| Época | I  | II | III | Pts    | J  | V  | E  | D  | GM | GS | +/- | TP          | TL              |
| 2023-24 |    | 2  |     | 71 pts | 34 | 21 | 8  | 5  | 66 | 35 | 31  | 1/8 final   | 3ª fase         |
| 2022-23 |    | 13 |     | 39 pts | 34 | 10 | 9  | 15 | 35 | 46 | -11 | 1/2 final   | —               |
| 2021-22 |    | 6  |     | 51 pts | 34 | 14 | 9  | 11 | 52 | 44 | +8  | 3ª Elimin   | 1ª fase         |
| 2020–21 | 18 |    |     | 25 pts | 34 | 6  | 7  | 21 | 30 | 59 | -29 | 1/8 final   | —               |
| 2019–20[a] |    | 1  |     | 50 pts | 24 | 14 | 8  | 2  | 36 | 16 | +20 | 2ª Elimin   | 1ª fase         |
| 2018–19 | 17 |    |     | 28 pts | 34 | 7  | 7  | 20 | 33 | 73 | -43 | 1/32 final  | 3ª fase         |
| 2017–18 |    | 1  |     | 71 pts | 38 | 19 | 14 | 5  | 72 | 45 | +27 | 1/16 final  | 1ª fase         |
| 2016–17 | 18 |    |     | 21 pts | 34 | 4  | 9  | 21 | 22 | 58 | -36 | 1/16 final  | 2ª fase         |
| 2015–16 | 11 |    |     | 38 pts | 34 | 10 | 8  | 16 | 40 | 56 | -16 | 1/8 final   | 3ª fase         |
| 2014–15 | 7  |    |     | 47 pts | 34 | 13 | 8  | 13 | 45 | 46 | -1  | 1/2 final   | 3ª fase         |
| 2013–14 | 5  |    |     | 45 pts | 30 | 11 | 12 | 7  | 43 | 33 | +10 | 1/32 final  | 3ª fase         |
| 2012–13 | 8  |    |     | 40 pts | 30 | 11 | 7  | 12 | 45 | 51 | –6  | 1/16 final  | 3ª fase         |
| 2011–12 | 7  |    |     | 44 pts | 30 | 13 | 5  | 12 | 48 | 50 | -2  | 1/2 final   | 3ª fase         |
| 2010–11 | 6  |    |     | 42 pts | 30 | 11 | 9  | 10 | 28 | 31 | -3  | 1/16 final  | 1/2 final       |
| 2009–10 | 7  |    |     | 39 pts | 30 | 10 | 9  | 11 | 36 | 46 | -10 | 1/8 final   | 3ª fase         |
| 2008–09 | 4  |    |     | 52 pts | 30 | 15 | 7  | 8  | 47 | 32 | +15 | 1/2 final   | 3ª fase         |
| 2007–08 | 10 |    |     | 35 pts | 30 | 9  | 8  | 13 | 23 | 28 | -5  | 1/16 final  | 3ª fase         |
| 2007–07 | 8  |    |     | 39 pts | 30 | 11 | 6  | 13 | 41 | 38 | +3  | 1/8 final   |                 |
| 2005–06 | 5  |    |     | 52 pts | 34 | 14 | 10 | 10 | 40 | 32 | +8  | 1/8 final   | Não se realizou |
| 2004–05 | 12 |    |     | 41 pts | 34 | 12 | 5  | 17 | 46 | 48 | -2  | 1/8 final   | Não se realizou |
| 2003–04 | 4  |    |     | 56 pts | 34 | 17 | 5  | 12 | 56 | 35 | +21 | 1/4 final   | Não se realizou |
| 2002–03 | 11 |    |     | 40 pts | 34 | 9  | 13 | 12 | 40 | 46 | -6  | 1/16 final  | Não se realizou |
| 2001–02 |    | 3  |     | 62 pts | 34 | 18 | 8  | 8  | 62 | 39 | +23 | 1/64 final  | Não se realizou |
| 2000–01 |    | 7  |     | 51 pts | 34 | 14 | 9  | 11 | 55 | 52 | +3  | 1/8 final   | Não se realizou |
| 1999-2000 |    |    | 1   | 83 pts | 38 | 25 | 8  | 5  | 66 | 32 | +34 | 1/128 final | Não se realizou |
| 1998-99 |    |    | 9   | 49 pts | 34 | 15 | 4  | 15 | 42 | 39 | +3  | 1/32 final  | Não se realizou |
| 1997–98 |    | 18 |     | 27 pts | 34 | 6  | 9  | 19 | 37 | 58 | -21 | 1/32 final  | Não se realizou |
| 1996-97 |    |    | 1   | 78 pts | 34 | 24 | 6  | 4  | 79 | 30 | +49 | 1/32 final  | Não se realizou |
| 1995–96 |    | 16 |     | 39 pts | 34 | 11 | 6  | 17 | 39 | 43 | -4  | 1/32 final  | Não se realizou |
| 1994–95 |    | 13 |     | 32 pts | 34 | 11 | 10 | 13 | 39 | 42 | -33 | 1/32 final  | Não se realizou |
| 1993–94 |    | 11 |     | 31 pts | 34 | 10 | 11 | 13 | 32 | 33 | -1  | 1/64 final  | Não se realizou |
| 1992–93 |    | 13 |     | 30 pts | 34 | 10 | 10 | 14 | 32 | 42 | -10 | 1/32 final  | Não se realizou |
| 1991–92 |    | 14 |     | 25 pts | 34 | 6  | 13 | 15 | 26 | 42 | -16 | 1/32 final  | Não se realizou |
| 1990–91 | 20 |    |     | 27 pts | 38 | 8  | 11 | 19 | 33 | 60 | -27 | 1/32 final  | Não se realizou |
| 1989–90 | 14 |    |     | 28 pts | 34 | 7  | 14 | 13 | 34 | 46 | -12 | 1/16 final  | Não se realizou |
| 1988–89 | 10 |    |     | 36 pts | 38 | 12 | 12 | 14 | 43 | 49 | -6  | 1/16 final  | Não se realizou |
| 1987–88 |    | 2  |     | 55 pts | 38 | 25 | 5  | 8  | 69 | 25 | +49 | 1/64 final  | Não se realizou |
| 1986–87 |    | 10 |     | 28 pts | 30 | 8  | 12 | 10 | 40 | 28 | +12 | 1/64 final  | Não se realizou |
| 1985–86 |    | 7  |     | 30 pts | 30 | 9  | 12 | 9  | 39 | 36 | +3  | 1/64 final  | Não se realizou |
| 1984–85 |    | 11 |     | 28 pts | 30 | 10 | 8  | 12 | 33 | 33 | 0   | 1/64 final  | Não se realizou |
| 1983–84 |    | 4  |     | 36 pts | 30 | 15 | 6  | 9  | 54 | 35 | +19 | 1/16 final  | Não se realizou |
| 1982–83 |    | 5  |     | 33 pts | 30 | 12 | 9  | 9  | 43 | 29 | +14 | 1/32 final  | Não se realizou |
| 1981–82 |    | 10 |     | 28 pts | 30 | 9  | 10 | 11 | 24 | 28 | -4  | 1/16 final  | Não se realizou |
| 1980–81 |    | 3  |     | 34 pts | 30 | 13 | 8  | 9  | 34 | 33 | +1  | 1/8 final   | Não se realizou |
| 1979–80 |    | 5  |     | 33 pts | 30 | 11 | 11 | 8  | 33 | 23 | +10 | 1/128 final | Não se realizou |
| 1978–79 |    | 5  |     | 33 pts | 30 | 12 | 9  | 9  | 33 | 31 | +2  | 1/32 final  | Não se realizou |
| 1977–78 |    | 12 |     | 26 pts | 30 | 9  | 8  | 13 | 32 | 39 | -7  | 1/64 final  | Não se realizou |
| 1976-77 |    |    | 2   | 41 pts | 30 | 17 | 7  | 6  | 56 | 26 | +30 | 1/16 final  | Não se realizou |
| 1975-76 |    |    | 8   | 41pts  | 38 | 11 | 7  | 14 | 65 | 54 | +11 | 1/128 final | Não se realizou |
| 1974-75 |    |    |     |        |    |    |    |    |    |    |     | 1/16 final  | Não se realizou |
| 1973-74 |    |    |     |        |    |    |    |    |    |    |     | 1/16 final  | Não se realizou |
| 1954-55 |    |    |     |        |    |    |    |    |    |    |     | 1/4 final   | Não se realizou |
| 1938-39 |    |    |     |        |    |    |    |    |    |    |     | 1/4 final   | Não se realizou |
| I - 1.ª Divisão; II - 2.ª Divisão; III - 3.ª Divisão; Abaixo da III - Campeonato da Madeira; Pts - Pontos; J - Jogos; V - Vitórias; E - Empates; D - Derrotas; GM - Golos Marcados; GS - Golos Sofridos; +/- - Diferença de Golos; TP - Taça de Portugal; TL - Taça da Liga |    |    |     |        |    |    |    |    |    |    |     |             |                 |

|  |                                    |
|  | Qualificação à divisão superior    |
|  | Desqualificação à divisão inferior |

a. ↑  Campeonato suspenso a 10 jornadas do fim devido à Pandemia de COVID-19

### Estrutura Técnica
| Treinadores | Presidentes |
| - João Batista Pinheiro (1993-1994) - José Rachão (1994) - Rui Mâncio (1994-1996) - Rodolfo Reis (1996) - Daniel Miranda (1996) - José Moniz (1996-1997) - Jair Picerni (1997-1998) - José Alberto Torres (1998) - David Gomes (1999) - José Peseiro (1999-2003) - Casimiro Mior (2003-2004) - João Carlos Pereira (2004-2005) - Manuel Machado (2005-2006) - Carlos Brito (2006-2007) - Jokanovic (2007-2008) - Manuel Machado (2008-2010) - Predrag Jokanovic (2010–2011) - Ivo Vieira (2011-2011) - Pedro Caixinha (2011-2012) - Manuel Machado (2012-2016) - Predrag Jokanovic (2016-2017) - João de Deus (2017) - Costinha (2017-2019) - Luís Freire (2019-2021) - Manuel Machado (2021-...) | - António Ascensão Figueira (1910 - 1926) - Ernesto Pelágio dos Santos (1926 - 1932) - António Caldeira (1932 - 1936) - Dr. Consuelo Figueira (1936 - 1940) - Luís Lopes Serrão (1940 - 1944) - Dr. Daniel Brazão Machado (1944 - 1948) - Dr. José Telentino Costa César Abreu (1954 - 1958) - Dr. António Manuel Sales Caldeira (1958 - 1964) - Fernando Pereira Rebelo (1964 - 1965) - Luís Lopes Serrão (1966 - 1969) - António Manuel Sales Caldeira (1969 - 1973) - Nélio Jorge Ferraz Mendonça (1973 - 1993) - Dr. Fausto Pereira (1993 - 1994) - Eng. Rui António Macedo Alves (1994 - 2014) - João Gris Teixeira (2014 - 2015) - Eng. Rui António Macedo Alves (2015 - Presente) |

| Portuguesa | Costinha        | Técnico ou Treinador                                            |
| Portuguesa | Basílio Marques | Auxiliar Técnico (no Brasil) ou Treinador Adjunto (em Portugal) |
| Portuguesa | José Augusto    | Auxiliar Técnico (no Brasil) ou Treinador Adjunto (em Portugal) |
| Brasileira | Emidio Junior   | Treinador de Goleiros (no Brasil) ou Guarda-Redes (em Portugal) |